# Anton Raphael Mengs
Anton Raphael Mengs (ur. 12 marca 1728 w Uściu nad Łabą, zm. 29 czerwca 1779 w Rzymie) – niemiecki malarz i teoretyk sztuki.
Tworzył w Rzymie, Madrycie i Saksonii. Jeden z prekursorów neoklasycyzmu w malarstwie. Był jednym z najważniejszych reprezentantów Akademii Świętego Łukasza (jedna z najstarszych akademii malarstwa, rzeźby i architektury we Włoszech).

## Życiorys
Urodził się w Uściu nad Łabą w Czechach (niem. Aussig an der Elbe). Jego ojcem był Ismael Mengs, pochodzący z Łużyc (ale urodzony w Kopenhadze) malarz miniatur żydowskiego pochodzenia, który był jego pierwszym, surowym i czasem despotycznym nauczycielem. Ojciec kształcił także córki, odnoszącą sukcesy Teresę Concordię (1725–1806) i Julię.
Młody Anton w 1741 wyjechał z ojcem do Rzymu, gdzie zdobył uznanie freskiem Parnasus wykonanym na zamówienie kardynała Aleksandra Albaniego (Villa Albani). W 1746 Mengs po raz drugi wyjechał do Rzymu, gdzie przeszedł na katolicyzm i w 1748 ożenił się z jedną ze swoich modelek, Margaritą Guazzi. W 1749 powrócił do Drezna, gdzie w 1751 został mianowany pierwszym malarzem króla Polski i księcia Saksonii Augusta III Sasa, z roczną pensją 1000 talarów. Wkrótce potem powrócił do Rzymu, tu w 1754 został dyrektorem watykańskiej szkoły malarstwa. W 1755 poznał Johanna Joachima Winckelmanna, niemieckiego archeologa i historyka sztuki, który szybko stał się jego najbliższym przyjacielem i miał wielki wpływ na teorię sztuki, deklarowaną przez Mengsa. W późniejszych latach doszło między nimi do konfliktu m.in. o namalowany przez Antona falsyfikat Jowisz całujący Ganimedesa, sprawiający wrażenie obrazu pochodzącego z epoki antycznej i doskonale dopasowanego do oczekiwań ówczesnych mecenasów.
Anton Raphael Mengs wyjechał do Hiszpanii, gdzie szybko został mianowany pierwszym nadwornym malarzem króla Karola III. W Madrycie kierował Królewską Manufakturą Tapiserii Santa Bárbara. Zreorganizował fabrykę wyzwalając ją od dominujących flamandzkich wzorów, zwłaszcza od tematyki mitologicznej. Wprowadził do tapiserii zasady neoklasyczne, które stosował w tematyce rodzajowej oraz hiszpańskich pejzażach. Był to zabieg oświeceniowy, w myśl którego należało dążyć do zrozumienia rzeczywistości kraju. Wspomagali go architekt Francesco Sabatini, malarz Mariano Salvador Maella, a później Francisco Bayeu, który został jego następcą na stanowisku artystycznego dyrektora manufaktury. Wspólnie zatrudnili młodych hiszpańskich i włoskich artystów, takich jak José del Castillo, Ginés Andrés de Aguirre, Antonio Barbazza, Mariano Nani, Zacarías González Velázquez, José Camarón y Meliá i Ramón Bayeu. Zauważył talent młodego Francisca Goi (rekomendowanego przez Francisca Bayeu), zlecając mu wykonanie serii projektów gobelinów (kartonów do tapiserii).
Poza malarstwem, Mengs zajmował się również teorią sztuki malarskiej. W swoich pracach (napisanych po hiszpańsku, włosku i niemiecku) głosił, że drogą do osiągnięcia perfekcji w malarstwie jest zrównoważone połączenie klasycyzmu greckiego, ekspresji Rafaela, światłocienia Correggia i kolorystyki Tycjana.
Mengs przyjaźnił się z wieloma artystami, pisarzami i mecenasami sztuki m.in. z margrabiną Wilhelminą z Bayreuth. Giacomo Casanova wielokrotnie wspomniał o nim w swoich pamiętnikach.
W roku 1777 Mengs powrócił do Rzymu, gdzie zmarł 2 lata później, został pochowany w kościele Świętych Michała i Magnusa (wł. Santi Michele e Magno) w Rzymie.

## Galeria

Dzieła Antona Raphaela Mengsa
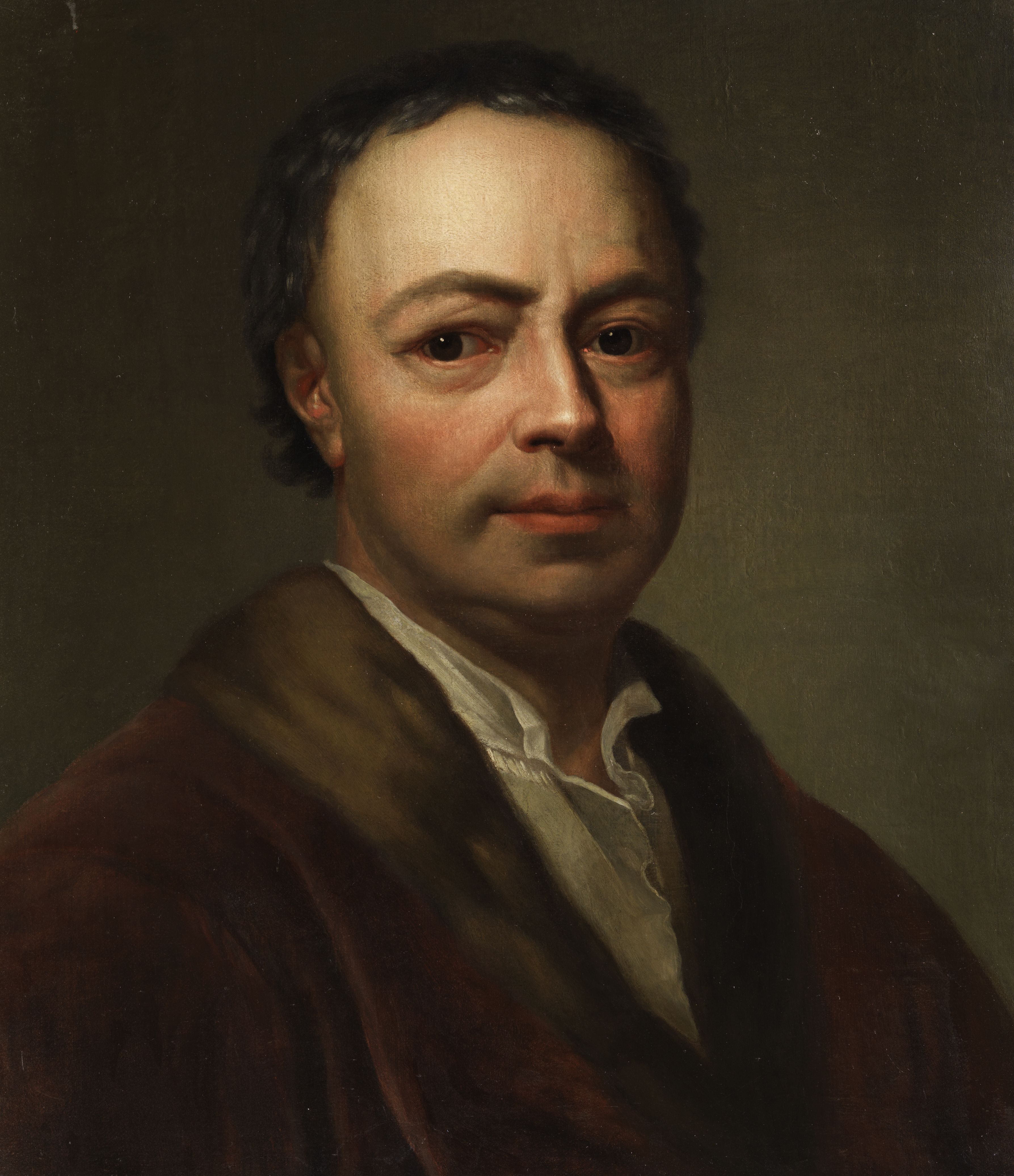
Portret ojca, ok. 1747–1748
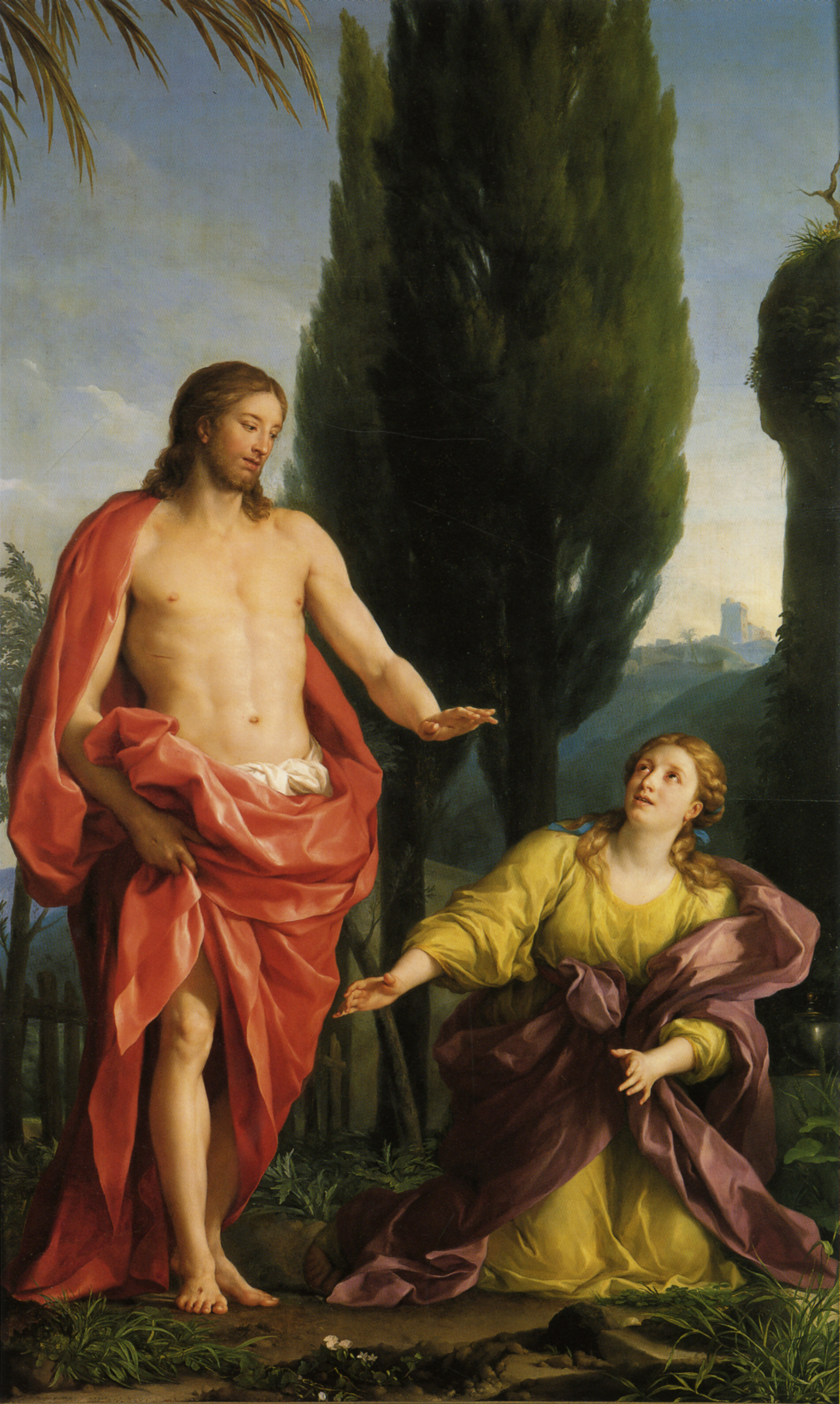
Noli me tangere, 1770–1771
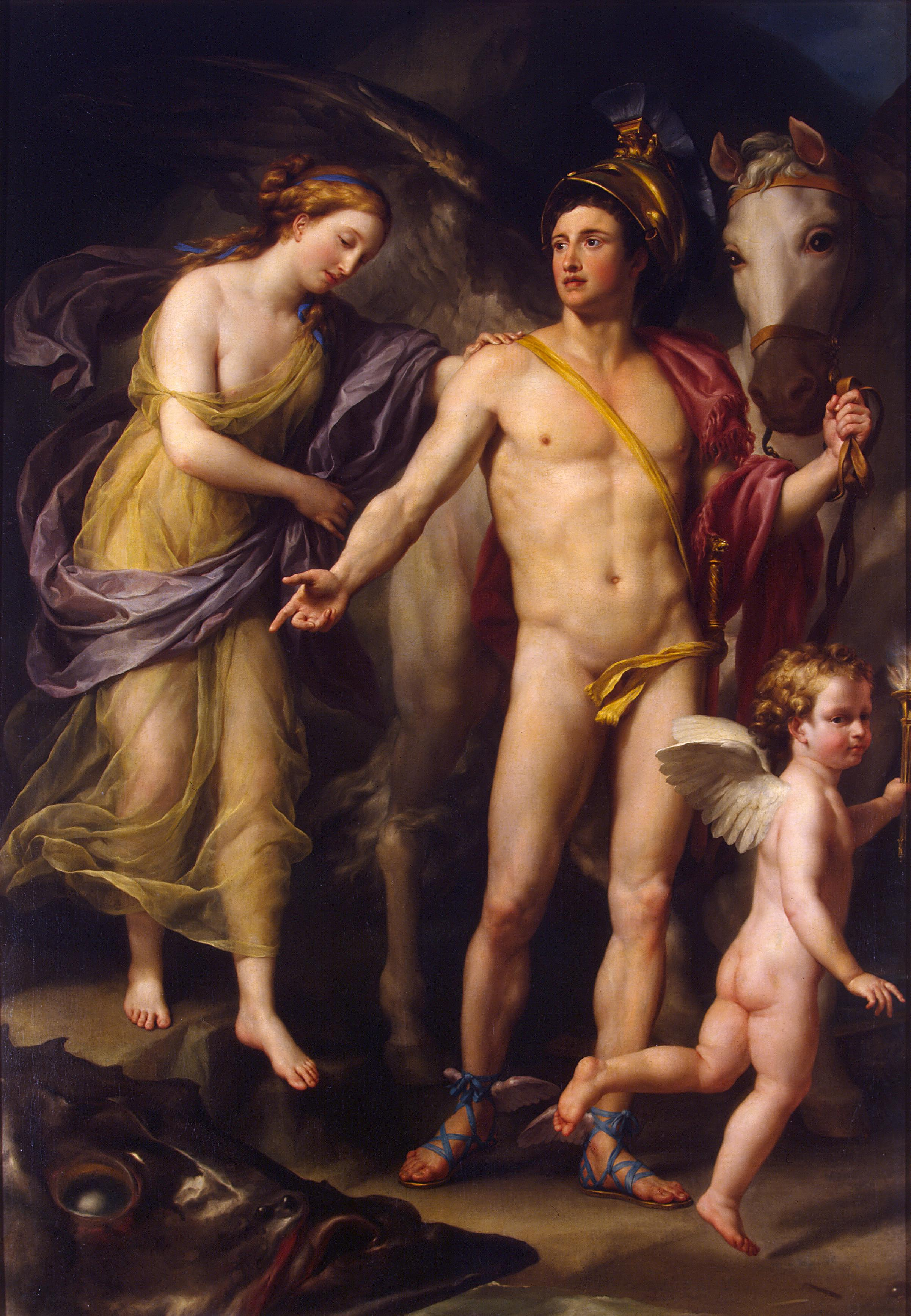
Perseusz i Andromeda (1770–1776), Ermitaż, Petersburg
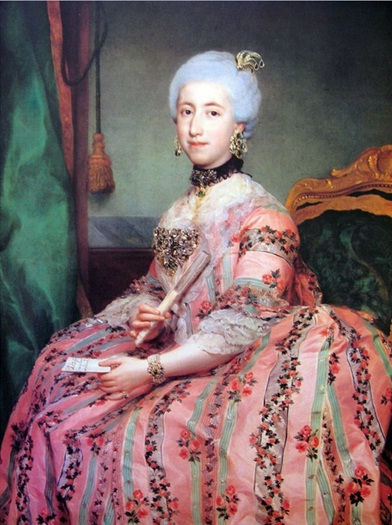
Maria Francisca Pignatelli, 1769
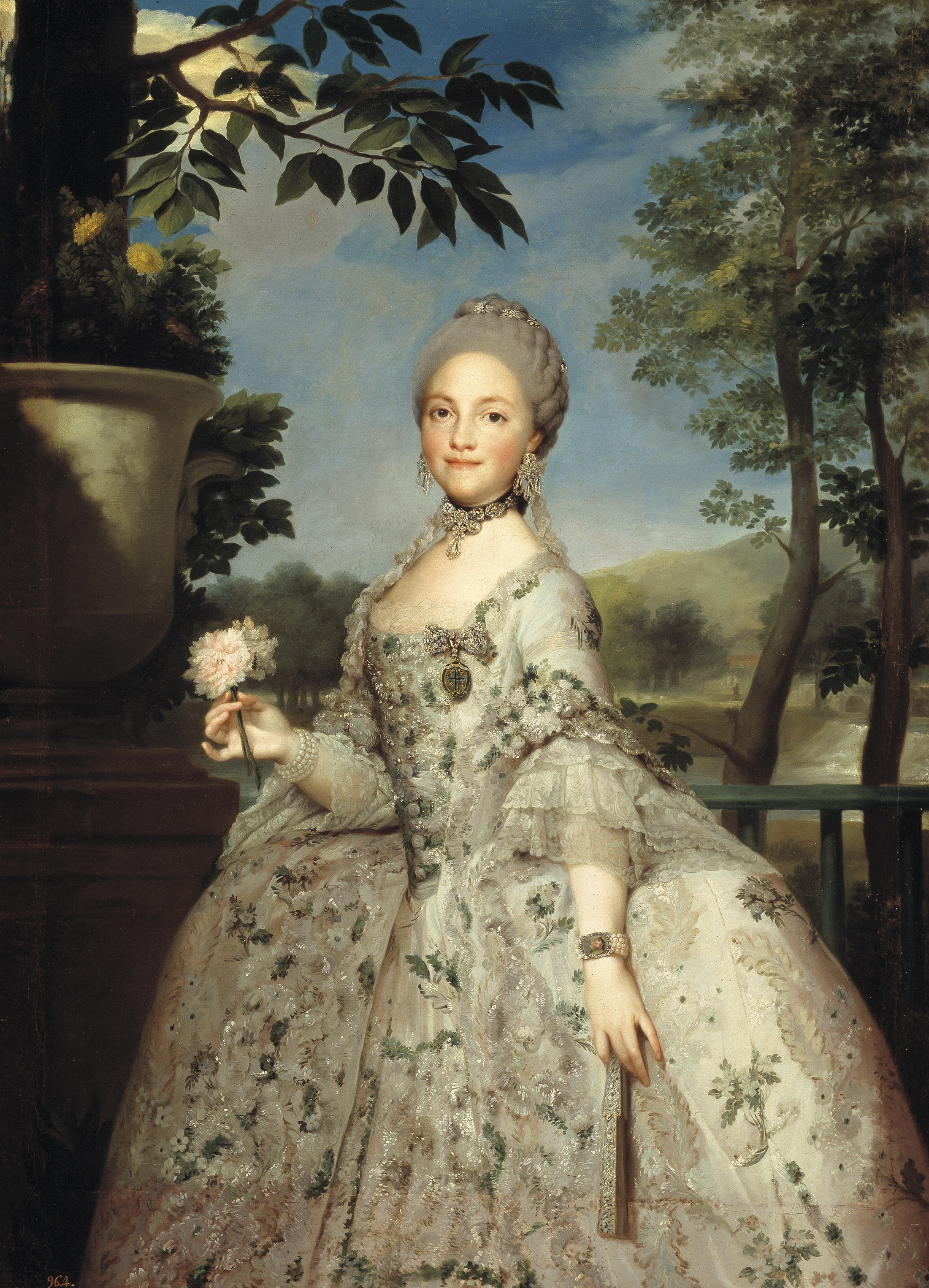
Maria Ludwika Burbon-Parmeńska (1765), Prado, Madryt
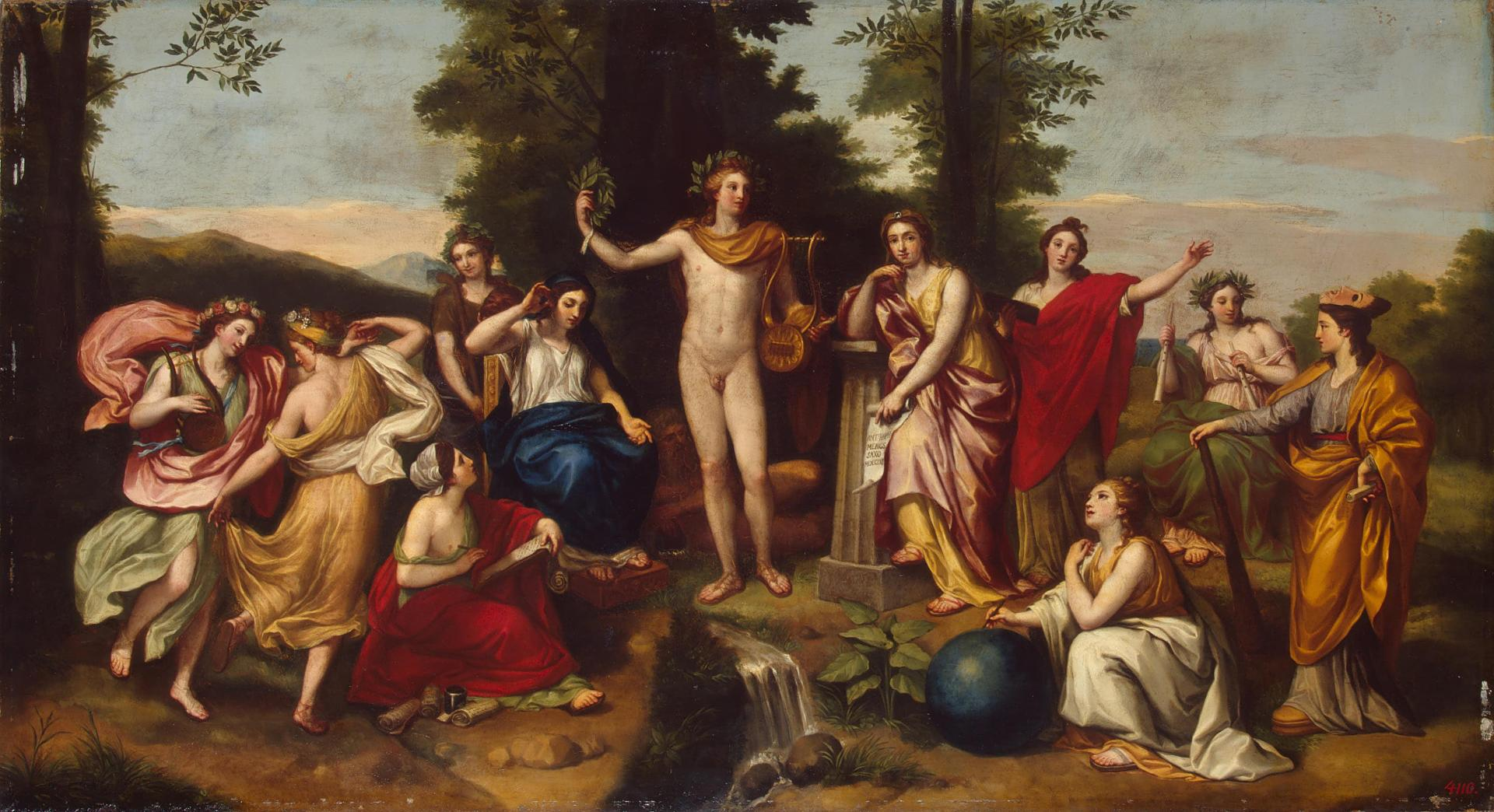
Parnassus, (ok. lata 50. XVIII w. - lata 60. XVIII w.), Ermitaż, Petersburg
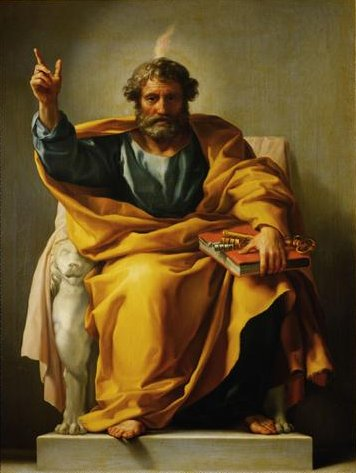
Apostoł Piotr, (1773-1776), Muzeum Historii Sztuki w Wiedniu